# Bicker Isles
Le isole Bicker (in lingua inglese Bicker Isles) sono un gruppo di due isole australiane site nel golfo di Spencer, verso la punta meridionale della penisola di Eyre nelle acque prospicienti il centro regionale di Port Lincoln.
Avvistate da Matthew Flinders il 25 febbraio 1802 durante il suo viaggio alla scoperta dell'Australia, le due isole vennero battezzate dall'esploratore in onore di Bicker, un villaggio del natio Lincolnshire: nelle mappe esse vengono indicate anche come Bickers Islands, Bicker Islands, Bickers Isles, Bicker Island, Bickers Island e Becker's Island.
Le due isole sono situate nella baia di Proper Bay a est di Port Lincoln, collocandosi a nord l'una dell'altra e a metà strada fra Surfleet Point (nel Parco nazionale Lincoln, del quale fanno parte amministrativamente) e la punta Hayden Point di Boston Island, distando fra di loro e dalla terraferma poco meno di un chilometro.

Le isole hanno forma arrotondata e aspetto brullo: mancano di rilievi e la più settentrionale, la maggiore delle due, si estende per circa otto ettari, mentre la più meridionale ha un'estensione di cinque ettari.
La fauna delle Bickers Isles si limita ad uccelli acquatici di passaggio ed ai conigli, che un tempo le infestavan0. Le acque circostanti vengono invece sfruttate per l'acquacoltura .